# 何衝
何衝（かしょう、中国語: 何冲、拼音: Hé Chōng、英語: He Chong、1987年6月10日 - ）は中華人民共和国広東省湛江出身の男子飛込競技選手。身長170センチ、体重62キロ。

## 経歴
広東省の貧しい家庭に産まれる。妹と弟がいて弟の何超も飛び込みをしている。
6歳で飛び込みを始め、14歳で国家代表入りを果たすも成績不振で代表を外される。2004年に代表に復帰し、2005年から国際大会に出場し始める。
2008年の北京オリンピック男子3m板飛込みでは予選から一度も首位を譲らず、2位のアレクサンダー・ディスパティエに36.25点の大差をつけて圧勝した。
2009年のローマ世界選手権でも金メダルを獲得。2010年の広州アジア大会では聖火最終点火者となった。3m板飛込みで連覇を果たし、2008年以降の主要大会全てで優勝している。
ニックネームは「難度王」 であり難易率3.9の前宙返り2回半3回ひねりえび型(5156B)を行う。

## 主な成績
- 2005年 - 世界水泳選手権 3m板飛込み 銅メダル
- 2005年 - 世界水泳選手権 3mシンクロナイズド板飛込み 金メダル
- 2006年 - アジア大会 3m板飛込み 金メダル
- 2006年 - アジア大会 3mシンクロナイズド板飛込み 金メダル
- 2006年 - ワールドカップ 1m板飛込み 金メダル
- 2006年 - ワールドカップ 3m板飛込み 5位
- 2006年 - ワールドカップ 3mシンクロナイズド板飛込み 金メダル
- 2007年 - 世界水泳選手権 1m板飛込み 銀メダル
- 2007年 - 世界水泳選手権 3m板飛込み 6位
- 2008年 - ワールドカップ 3m板飛込み 金メダル
- 2008年 - 北京オリンピック 3m板飛込み 金メダル
- 2009年 - 世界水泳選手権 3m板飛込み 金メダル
- 2010年 - ワールドカップ 3m板飛込み 金メダル
- 2010年 - アジア大会 3m板飛込み 金メダル
- 2011年 - 世界水泳選手権 3m板飛込み 金メダル
- 2012年 - ワールドカップ 3m板飛込み 金メダル
- 2012年 - ロンドンオリンピック 3m板飛込み 銅メダル